# Jesse Edwards
Jesse David Edwards (Amsterdam; 18 de marzo de 2000) es un baloncestista neerlandés que pertenece a la plantilla de los Minnesota Timberwolves de la NBA, con un contrato dual que le permite jugar además en su filial de la G League, los Iowa Wolves. Con 2,13 metros de estatura, juega en la posición de pívot. Es hermano del también baloncestista profesional Kai Edwards.

## Trayectoria deportiva

### Primeros años
Edwards nació en Ámsterdam, hijo de madre holandesa y padre británico. Creció con dos hermanos. Comenzó a jugar al baloncesto a los 14 años y más tarde se unió a las categorías inferiores del Apollo Amsterdam. Después de graduarse de la escuela secundaria Amsterdams Lyceum en los Países Bajos, pasó a jugar en el equipo de posgrado de IMG Academy, un internado en Bradenton, Florida. En 2019 decidió seguir su carrera en la competición universitaria estadounidense.

### Universidad
Jugó cuatro temporadas con los Orange de la Universidad de Syracuse, en las que promedió 8,8 puntos, 6,0 rebotes y 1,8 tapones por partido. En su última temporada fue incluido en el tercer mejor quinteto de la Atlantic Coast Conference y en el mejor quinteto defensivo.
En abril de 2023, fue transferido a los Mountaineers de la Universidad de Virginia Occidental. Allí jugó una temporada adicional, en la que acabó promediando 15 puntos, 8 rebotes y 1,7 tapones por encuentro.

#### Estadísticas
| Año     | Equipo        | PJ  | PT | MPP  | %TC  | %3P   | %TL  | RPP  | APP | ROB | TPP | PPP  |
| ------- | ------------- | --- | -- | ---- | ---- | ----- | ---- | ---- | --- | --- | --- | ---- |
| 2019–20 | Syracuse      | 21  | 0  | 6.9  | .792 | —     | .632 | 1.7  | .0  | .2  | .5  | 2.4  |
| 2020–21 | Syracuse      | 18  | 0  | 8.9  | .462 | —     | .714 | 2.6  | .0  | .3  | .4  | 1.9  |
| 2021–22 | Syracuse      | 24  | 24 | 28.0 | .695 | —     | .598 | 6.5  | 1.0 | 1.1 | 2.8 | 12.0 |
| 2022–23 | Syracuse      | 32  | 32 | 32.5 | .592 | 1.000 | .729 | 10.3 | 1.6 | 1.4 | 2.7 | 14.5 |
| 2023–24 | West Virginia | 23  | 22 | 28.2 | .613 | .000  | .523 | 8.0  | 1.2 | .6  | 1.7 | 15.0 |
| Total   | Total         | 118 | 78 | 22.6 | .623 | .200  | .619 | 6.4  | .9  | .8  | 1.8 | 10.0 |

### Profesional
Tras no ser seleccionado en el draft de la NBA de 2024, el 9 de julio firmó un contrato dual con los Minnesota Timberwolves, que le permite jugar también con su filial de la G League, los Iowa Wolves. Junto con Quinten Post, son los primeros neerlandeses en los últimos diez años en la NBA.